# Steinebach/Sieg

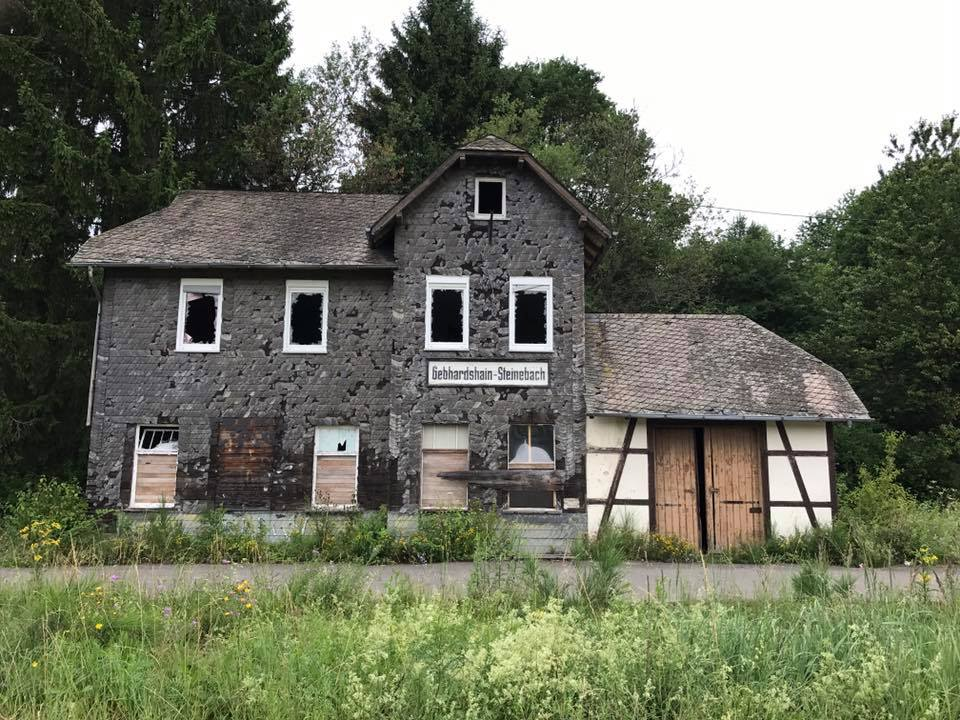
Bahnhof Gebhardshain-Steinebach

Steinebach/Sieg ist eine Ortsgemeinde im Landkreis Altenkirchen (Westerwald) in Rheinland-Pfalz. Sie gehört der Verbandsgemeinde Betzdorf-Gebhardshain an.

## Geographische Lage
Die Gemeinde Steinebach/Sieg liegt in einem Tal, während die Ortsteile Bindweide und Biesenstück sich etwas höher gelegen östlich des Hauptorts befinden.
Steinebach grenzt im Norden an die Gemeinde Elben, im Osten an Dickendorf, im Südosten an Rosenheim, im Süden an Malberg, im Südwesten an Kundert (Westerwaldkreis) sowie im Westen und Nordwesten an die Gemeinde Gebhardshain.

## Geschichte
Steinebach wurde erstmals 1292 in einer Marienstätter Urkunde als „Steynebach“ erwähnt. Spätere Namen sind „Steyntenbach“ (1409), „Stentenbach“ (1471) und „Steynbach“ (1480). Steinebach gehörte zum Kirchspiel Gebhardshain und zum saynischen Amt Freusburg.
Der Bergbau in Steinebach ist seit 1745 urkundlich belegt.
Den Namenszusatz „/Sieg“ erhielt die Gemeinde am 1. März 1987.
Bevölkerungsentwicklung
Die Entwicklung der Einwohnerzahl von Steinebach/Sieg, die Werte von 1871 bis 1987 beruhen auf Volkszählungen:
| Jahr | Einwohner |
| 1815 | 159       |
| 1835 | 189       |
| 1871 | 347       |
| 1905 | 652       |
| 1939 | 869       |
| 1950 | 972       |

| Jahr | Einwohner |
| 1961 | 1.050     |
| 1970 | 1.217     |
| 1987 | 1.279     |
| 1997 | 1.300     |
| 2005 | 1.241     |
| 2024 | 1.313     |

## Politik

### Gemeinderat
Der Gemeinderat in Steinebach/Sieg besteht aus 16 Ratsmitgliedern, die bei der Kommunalwahl am 9. Juni 2024 in einer personalisierten Verhältniswahl gewählt wurden, und dem ehrenamtlichen Ortsbürgermeister als Vorsitzendem.
Die Sitzverteilung im Gemeinderat:
| Wahl | WGS | WGD | WGSch | WGSW | Gesamt   |
| ---- | --- | --- | ----- | ---- | -------- |
| 2024 | 8   | 3   | 5     | –    | 16 Sitze |
| 2019 | 6   | 4   | 6     | –    | 16 Sitze |
| 2014 | 8   | 4   | –     | 4    | 16 Sitze |
| 2009 | 7   | 5   | –     | 4    | 16 Sitze |

- WGS = Wählergruppe Steinebach e. V.
- WGD = Wählergruppe Diedershagen
- WGSch = Wählergruppe Schneider (2019: Wählergruppe Schneider–Solbach; entstanden aus Wählergruppe Solbach-Weib)[8]
- WGSW = Wählergruppe Solbach-Weib

### Bürgermeister
Thorsten Schneider (Wählergruppe Schneider) wurde am 11. September 2024 Ortsbürgermeister von Steinebach. Bei der Direktwahl am 9. Juni 2024 war er als einziger Bewerber mit einem Stimmenanteil von 51,7 % für fünf Jahre gewählt worden.
Schneiders Vorgänger Hans-Joachim Greb hatte das Amt 25 Jahre inne und kandidierte bei der Wahl 2024 nicht erneut.

### Wappen
| Wappen von Steinebach/Sieg | Blasonierung: „Schild gespalten durch eine eingebogene goldene Spitze, darin aus dem Schildrand wachsend ein goldgefugter schwarzer Torbogen (Stolleneingang), der schräg gekreuzte schwarze Hammer und Schlägel umschließt, vorne in Grün eine goldene Ähre, hinten in Rot eine silberne ‚Froschlampe‘ mit goldener Flamme.“ |
| Wappen von Steinebach/Sieg | |

## Kultur und Sehenswürdigkeiten

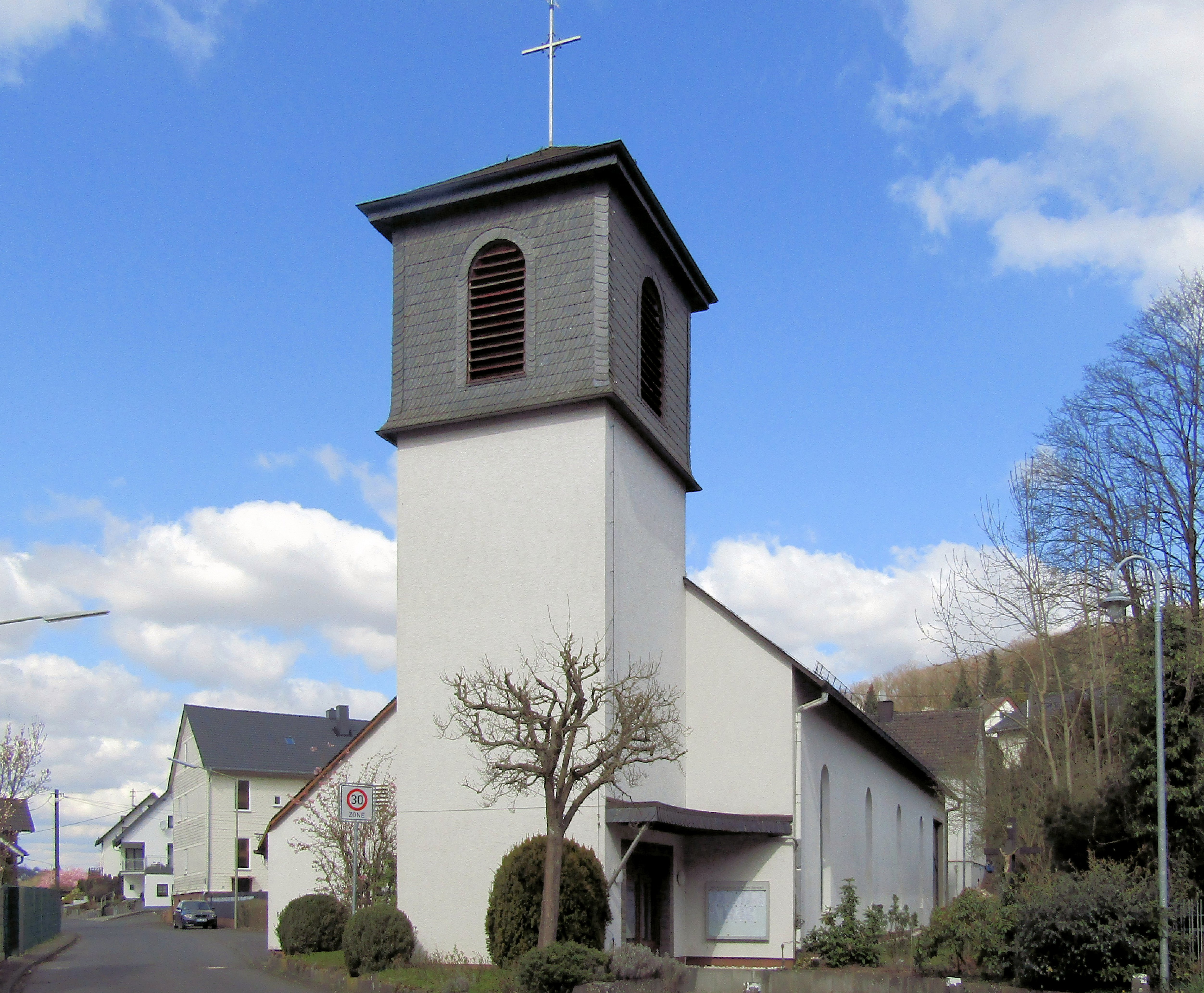
Barbarakirche

### Sehenswürdigkeiten
- Besucherbergwerk Bindweide
- Westerwald-Museum Motorrad & Technik
- Barbarakirche

### Regelmäßige Veranstaltungen
Alljährlich findet Anfang Mai/Ende April in Steinebach das weit über die Region bekannte Zusselfest statt. Des Weiteren wird im Oktober ein Schlachtfest der örtlichen Freiwillige Feuerwehr gefeiert. Eine Mineralienbörse findet ebenfalls jährlich statt.

### Vereinsleben
- Freiwillige Feuerwehr mit der ältesten Jugendfeuerwehr im Landkreis Altenkirchen.
- Kyffhäuser Kameradschaft, gegründet 1879 und somit ältester Ortsverein.
- Musikverein Steinebach e. V., gegründet 1963.
- Kirmesgesellschaft Steinebach / Sieg e. V., gegründet 1989

## Wirtschaft und Infrastruktur
Am südlichen Ortsrand Steinebachs schließt sich ein Gewerbegebiet, welches in den 1980er Jahren erschlossen wurde, an. Seitdem haben sich hier einige kleine und mittlere Unternehmen angesiedelt.
Eine Erweiterung des Gewerbegebietes Steinebach ist wegen Auslastung der bisherigen Flächen in Planung.
Der Bahnhof Gebhardshain-Steinebach lag an der Bahnstrecke Scheuerfeld–Emmerzhausen.
Im Ortsteil Bindweide befinden sich ebenfalls gewerblich genutzte Flächen. Hier sind unter anderem die Westerwaldbahn GmbH und deren Tochterunternehmen Westerwaldbus ansässig.

## Persönlichkeiten
- Katja Dörner, Politikerin (Bündnis 90/Die Grünen), MdB 2009–2020, seit 2020 Oberbürgermeisterin der Bundesstadt Bonn; in Steinebach aufgewachsen[12]